# Překopávač
Překopávač je stroj na překopávání kompostu. Překopáváním se kompost homogenizuje (míchá), částečně se rozmělňuje, kypří a aeruje. Během intenzivní fáze kompostování se překopávání provádí obvykle jednou týdně, někdy však i každý den (v závislosti na teplotě kompostu). 
Překopávačů existuje několik typů; od malých nesených překopávačů pro malotraktory po samojízdné mostové či frézové překopávače .

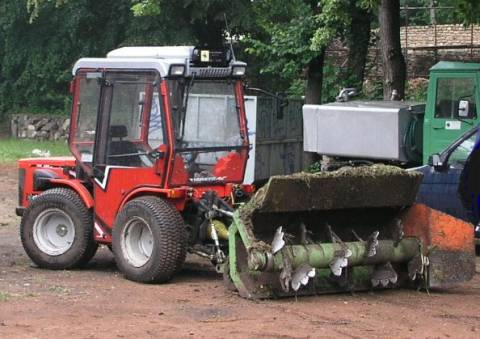
Malý nesený překopávač pro malotraktor

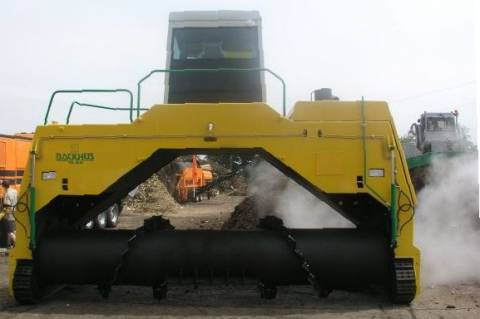
Samojízdný mostový překopávač